# Svartbröstad knottfågel
Svartbröstad knottfågel (Conopophaga melanogaster) är en fågel i familjen knottfåglar inom ordningen tättingar.

## Utbredning och systematik
Fågeln förekommer i Amazonområdet i Brasilien söder om Amazonfloden, ett enstaka fynd i nordvästra Bolivia. Den behandlas som monotypisk, det vill säga att den inte delas in i några underarter.

## Status
IUCN kategoriserar arten som livskraftig.